# Orzeł (miasto)
Orzeł (ros. Орёл, Orioł) – miasto w zachodniej części Rosji, nad Oką (dopływ Wołgi), stolica obwodu orłowskiego.

## Historia

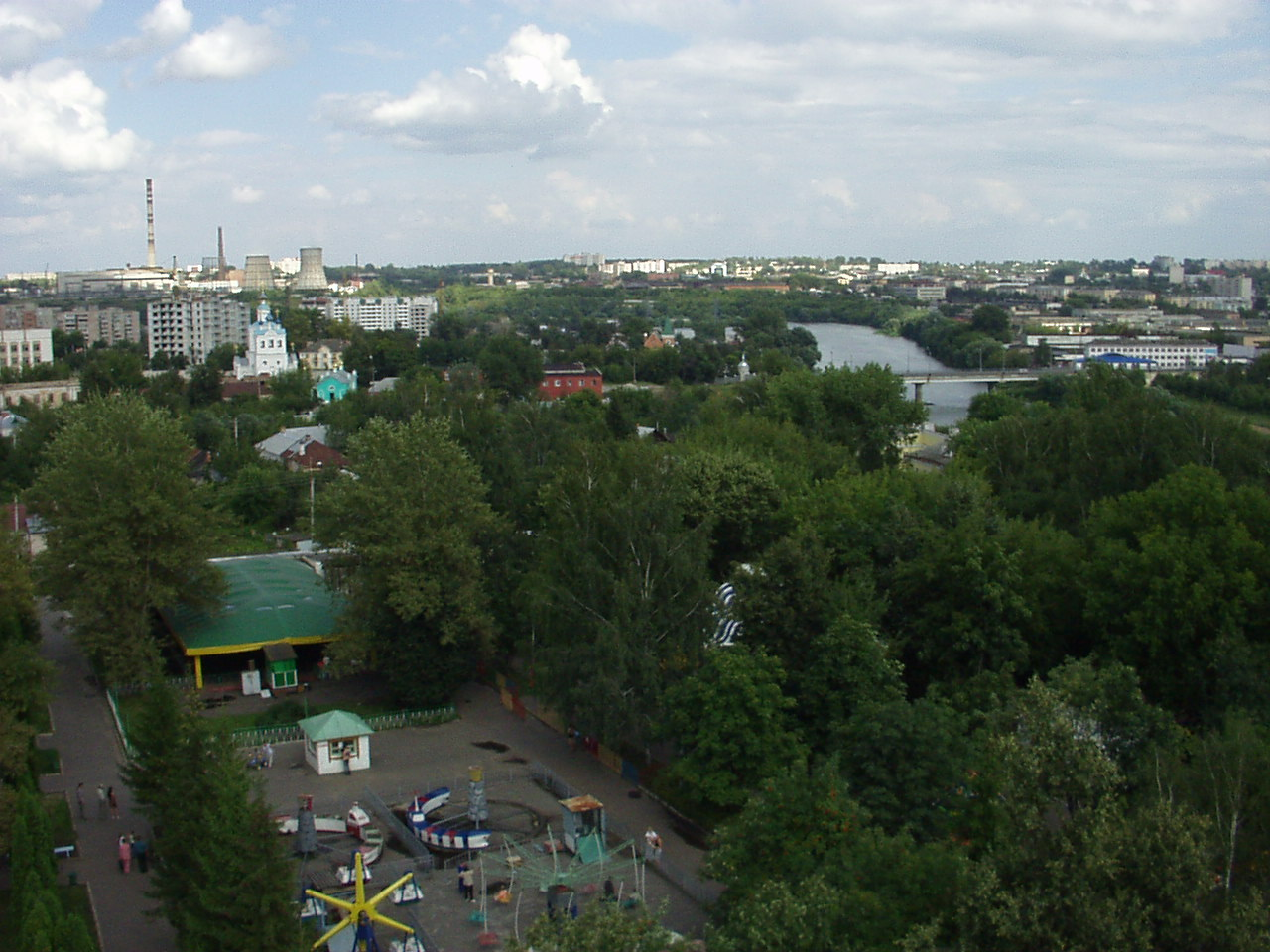
Panorama Orła

Miasto założono prawdopodobnie w XII w. jako twierdzę na ziemiach księstwa czernihowskiego. Brak jest dokumentów potwierdzających to wydarzenie, ale na taką datę wskazują wykopaliska archeologiczne.
Od początku XV w. miasto należało do Wielkiego Księstwa Litewskiego, na początku XVI wieku przeszło we władanie Wielkiego Księstwa Moskiewskiego.
W 1566 roku w mieście powstała twierdza.
W 1611 i 1615 roku miasto zostało zdobyte i zniszczone przez wojska polskie.
Na początku XVIII w. w Orle powstały pierwsze w Rosji manufaktury. Od 1778 roku Orzeł był stolicą namiestnictwa, a od 1796 roku guberni orłowskiej carskiej Rosji.

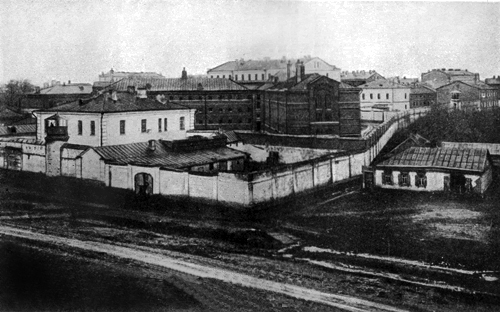
Więzienie Orzeł (ok. 1920)

W więzieniu w Orle od sierpnia 1914 roku przebywało wielu więźniów politycznych, np. Aleksander Prystor, Tadeusz Wieniawa-Długoszowski, Feliks Dzierżyński, którzy protestowali przeciwko warunkom uwięzienia. W czasach sowieckich w Orle przetrzymywano więźniów politycznych, z których ok. 160 rozstrzelano 11 września 1941 roku.
Od 3 października 1941 do 5 sierpnia 1943 roku miasto było okupowane przez Niemców. W czasie okupacji oraz dwukrotnych ciężkich walk związanych z jego zajmowaniem Orzeł został w dużej mierze zniszczony.
14 października 2016 roku w Orle odsłonięto, przy sprzeciwie części ludności, pierwszy w Rosji pomnik cara Iwana Groźnego.

## Ludność
Orzeł liczy 311 625 mieszkańców (2019), co stanowi ok. 42 proc. ludności całego obwodu. Populacja miasta w ostatnich latach zmniejsza się w wyniku emigracji ludności do większych miast Rosji oraz niskiego przyrostu naturalnego. W 2010 roku miasto zamieszkiwało 317 747 osób.
Ludność stanowią w zdecydowanej większości Rosjanie. W mieście mieszkają również Ukraińcy, przedstawiciele ludów Kaukazu i Azji Środkowej oraz studenci Orłowskiego Uniwersytetu Państwowego z krajów Afryki i Azji.
W 1897 roku miasto zamieszkiwało 69 735 osób, w tym najliczniej Rosjanie, Żydzi i Polacy.

## Gospodarka
W Orle znajdują się zakłady przemysłu metalurgicznego, elektromaszynowego, lekkiego, spożywczego, włókienniczego, chemicznego i budowlanego, a także inne przedsiębiorstwa, m.in. fabryka ceramiki.

## Kultura i nauka
Miasto jest ważnym centrum kulturalno-oświatowym. Znajdują się w nim wyższe uczelnie (m.in. pedagogiczna), a także kina, 4 teatry i filharmonia oraz muzea m.in. urodzonego w Orle rosyjskiego pisarza Iwana S. Turgieniewa, z 5 filiami, a także muzeum krajoznawcze i sztuki.

## Religia
Większość mieszkańców wyznaje prawosławie, jest także spora liczba niewierzących, pozostała po okresie przymusowej ateizacji za czasów Związku Radzieckiego. W mieście istnieje parafia rzymskokatolicka Niepokalanego Poczęcia Najświętszej Maryi Panny (ros. Непорочного Зачатия Пресвятой Девы Марии); od 2000 roku proboszczem parafii jest ks. Zbigniew Król.

## Zabytki
Zabytki architektury
- klasycystyczne cerkwie (z XVIII w.)
- dawny magistrat, obecnie siedziba teatru (z końca XVIII w., odb. 1946–1949)
- sukiennice (XIX w.)
- główny budynek carskiego więzienia (1840)
- gmach banku (koniec XIX w.)
- dawna synagoga (początek XX w.)
- cerkiew Trójcy Świętej (XIX w.)
- gmach administracji obwodowej (1956–1961)
- gmach biblioteki (1958)
- kamienice i domy, także drewniane (XIX, XX w.)

Galeria

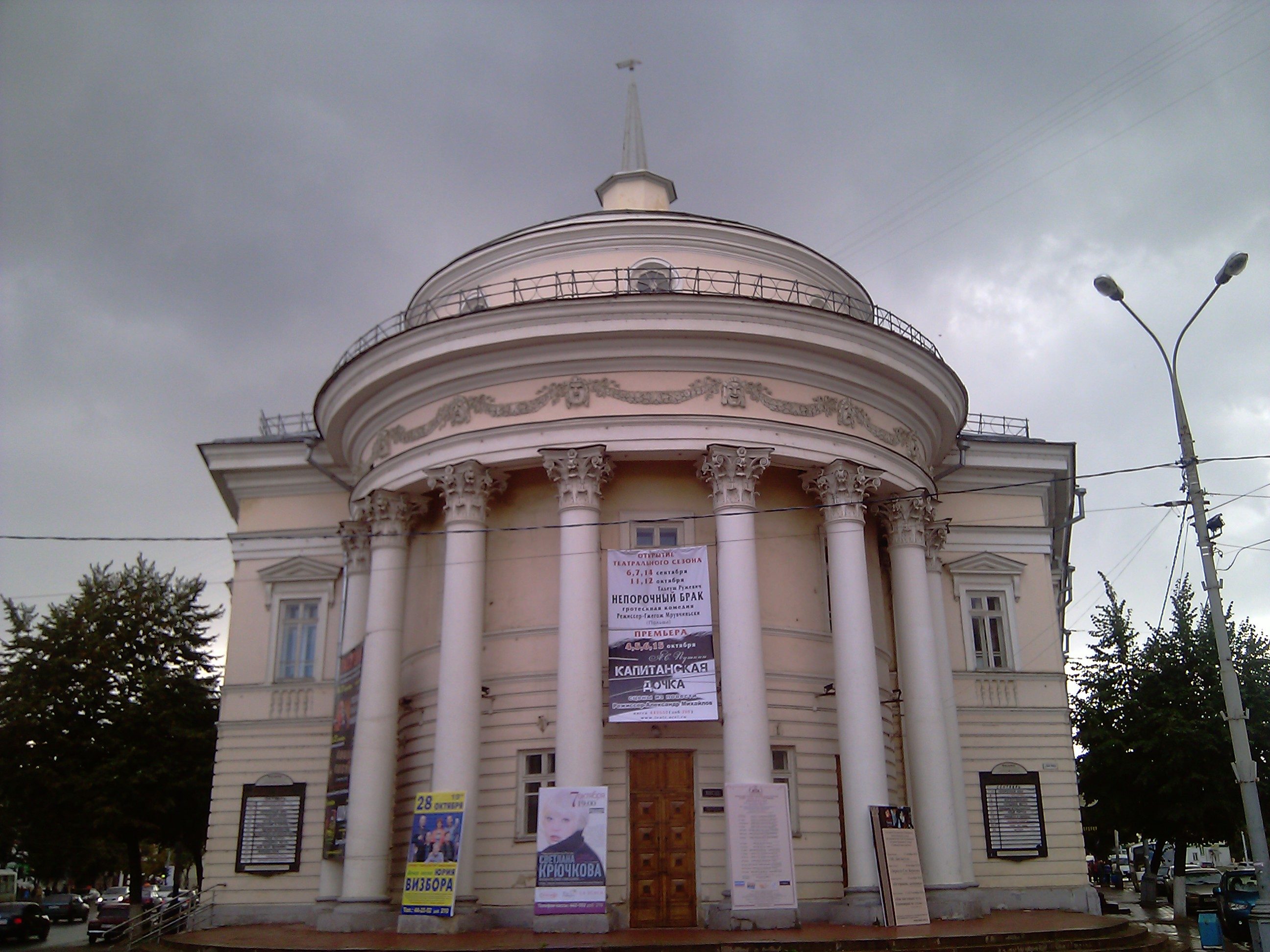
Dawny magistrat
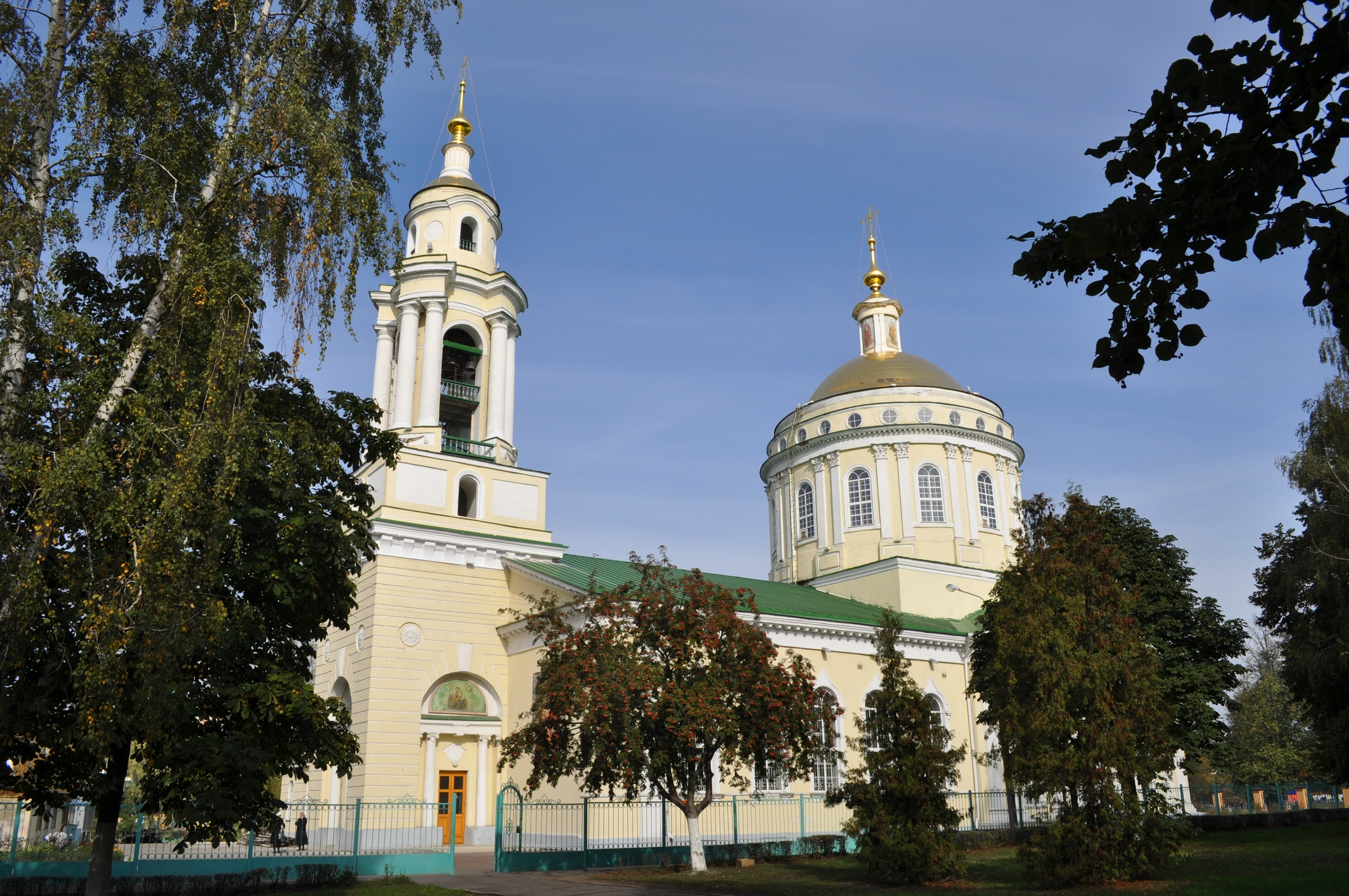
Sobór św. Michała Archanioła
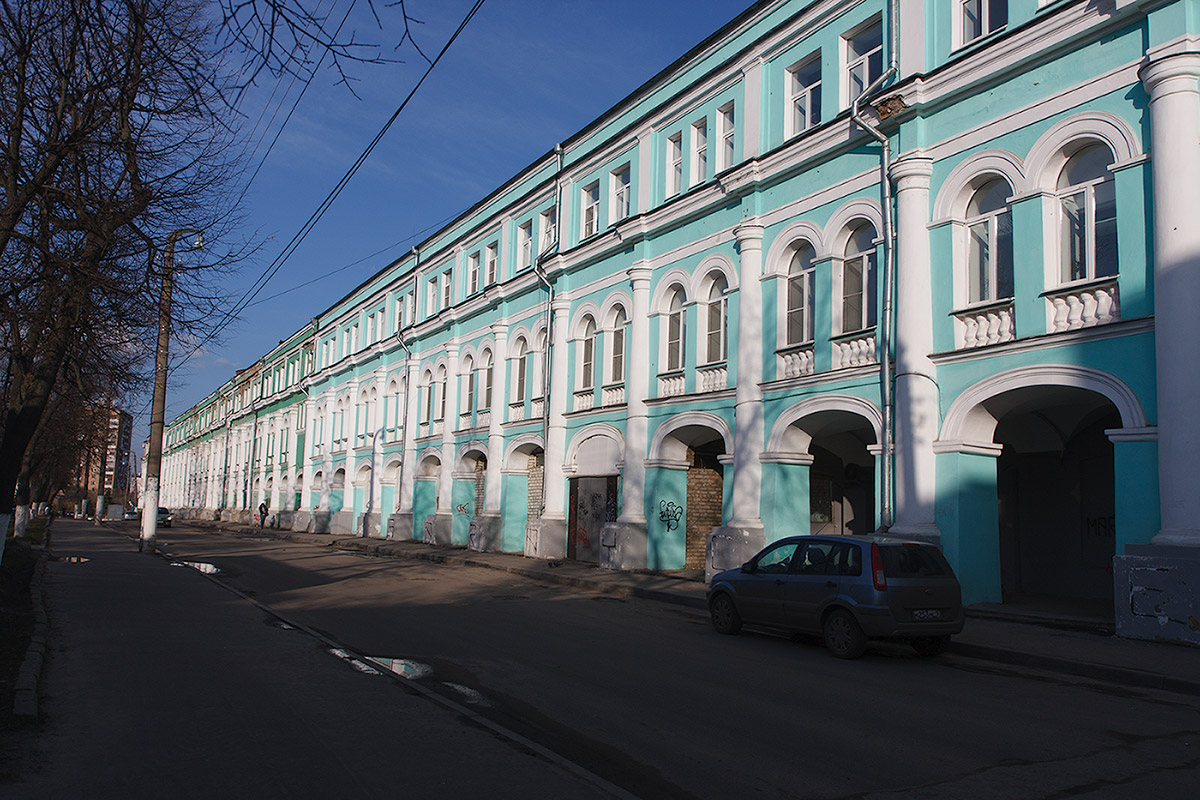
Sukiennice
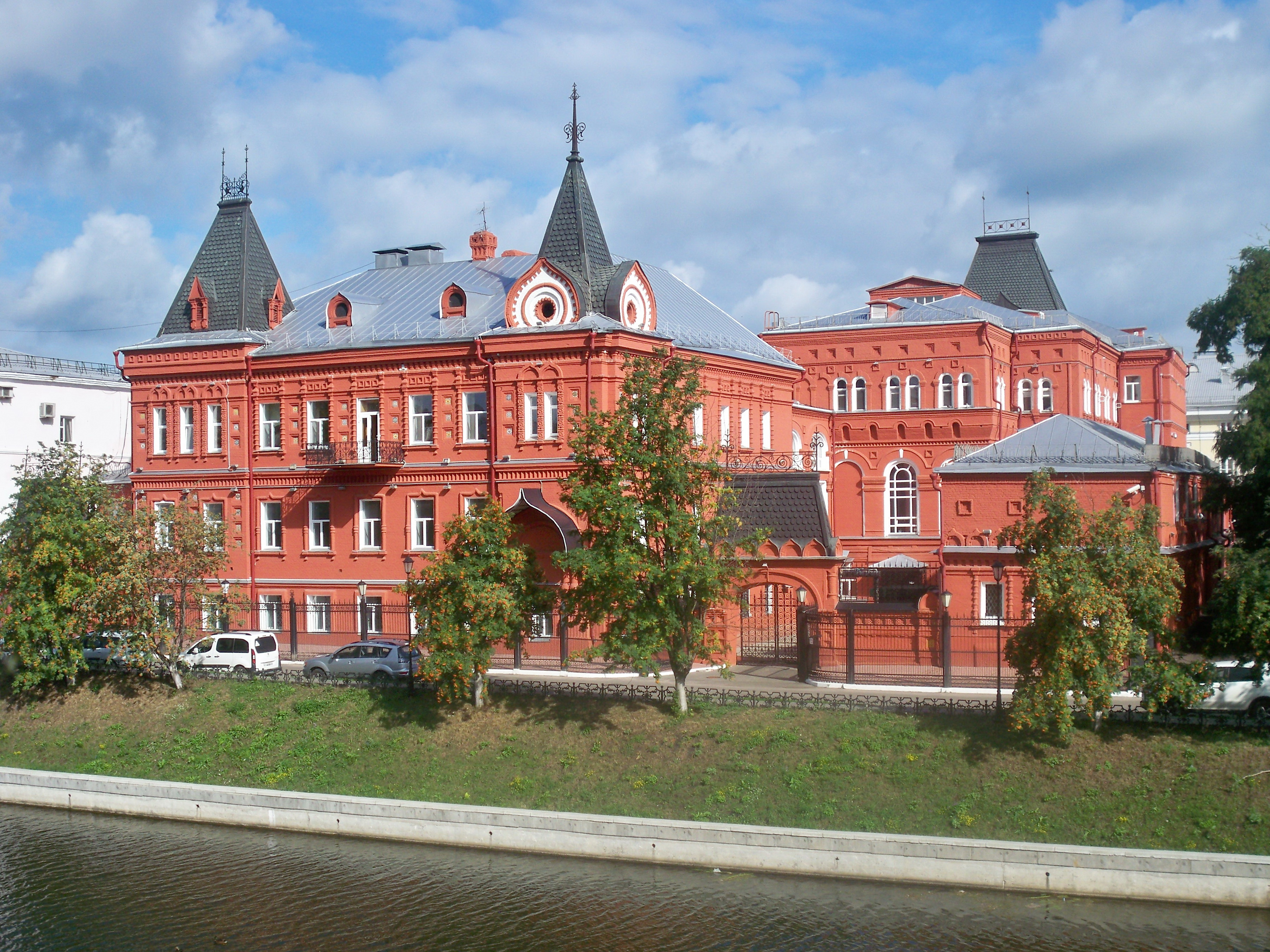
Gmach banku
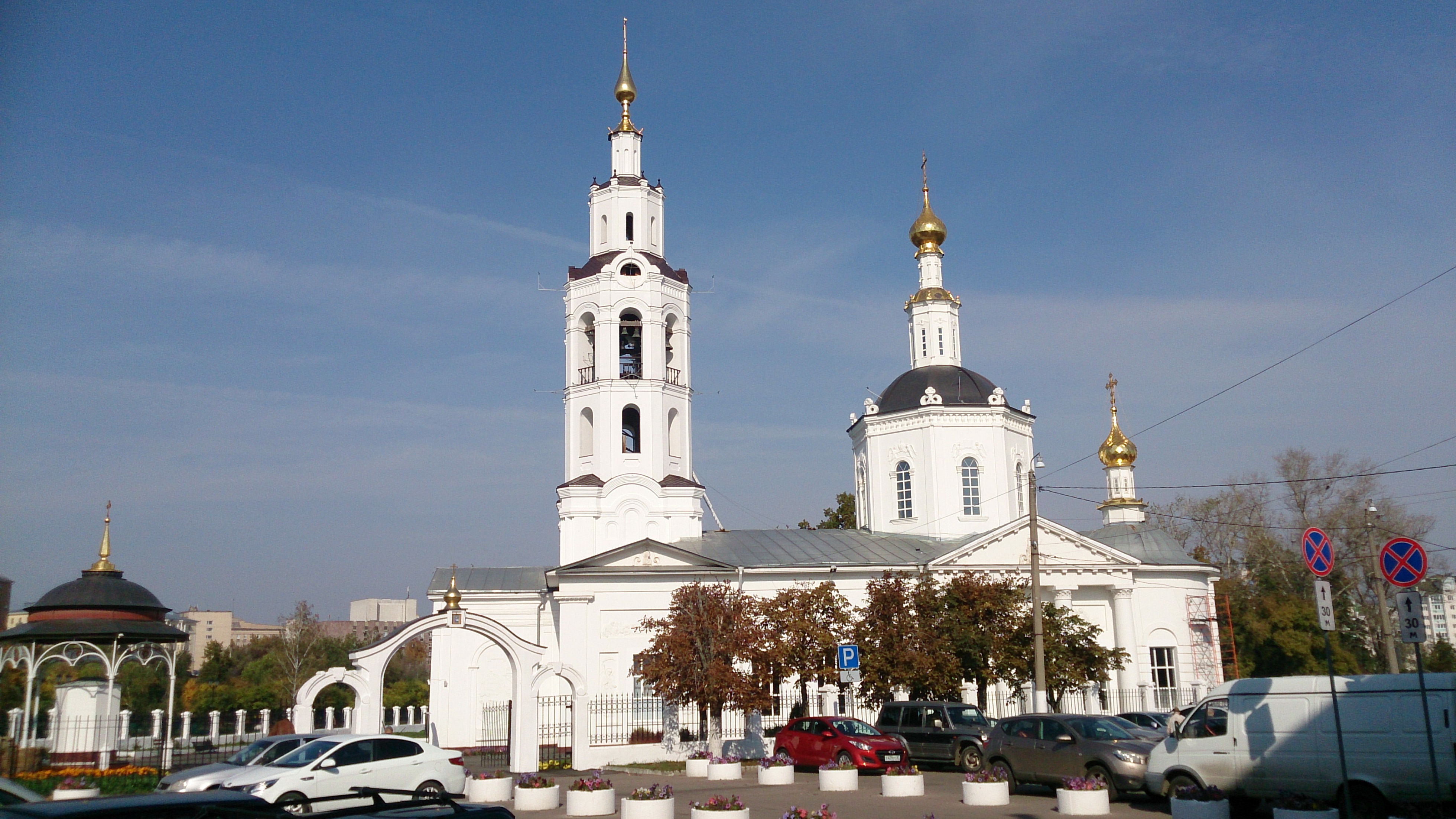
Cerkiew Objawienia Pańskiego
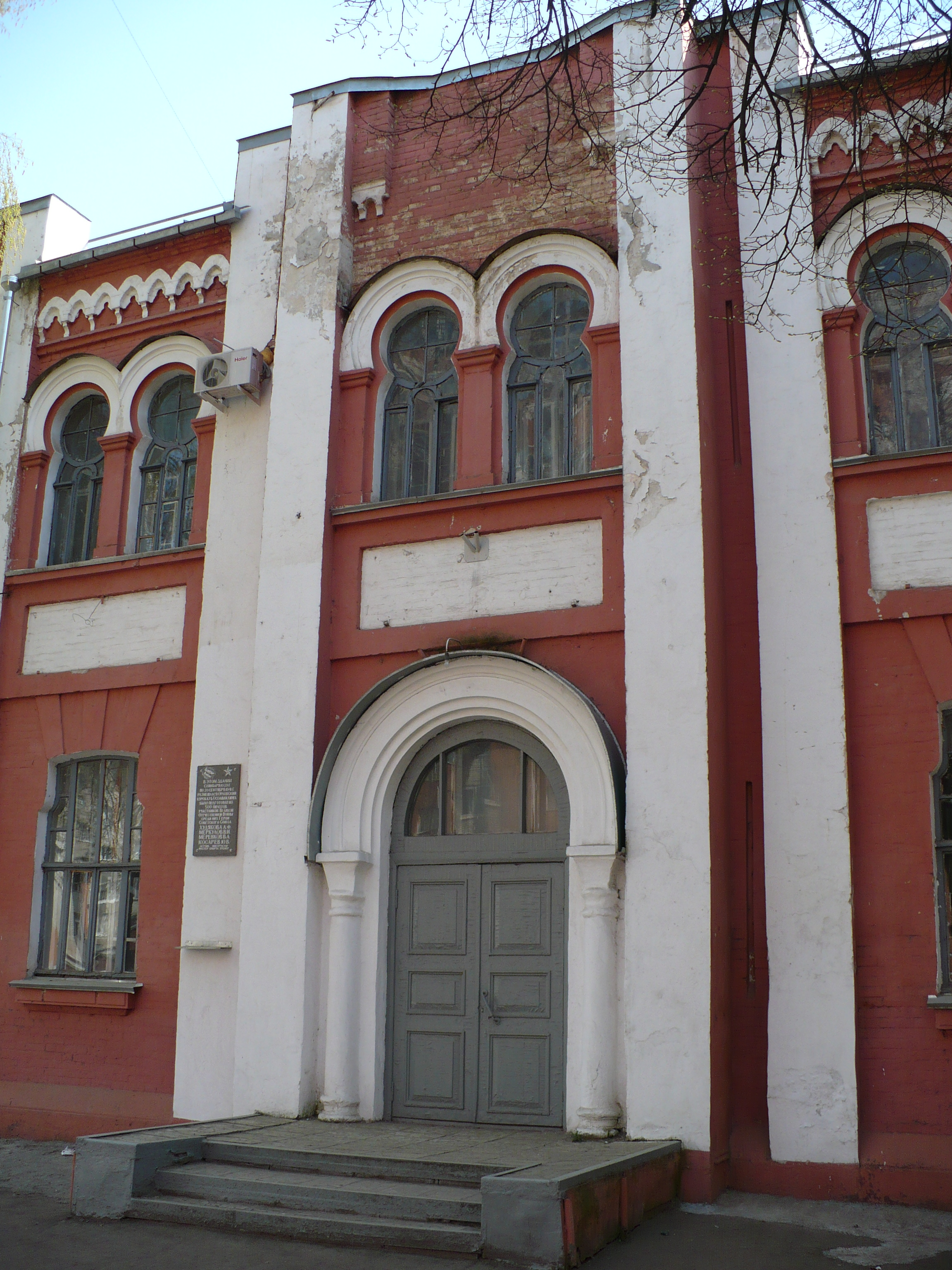
Dawna synagoga

## Transport

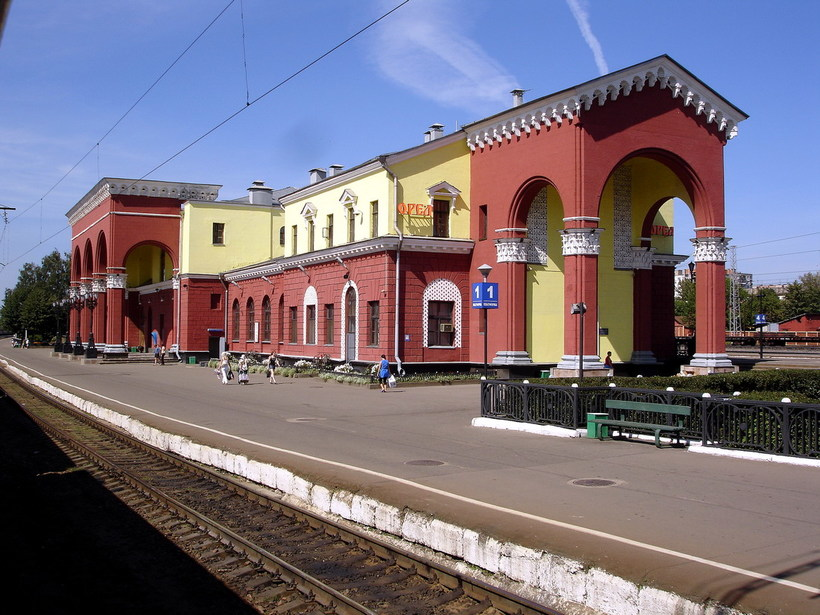
Dworzec kolejowy Orzeł

Komunikacyjnie Orzeł jest dobrze połączony z innymi miastami Rosji. Miasto ma liczne drogi i linie kolejowe, dworzec kolejowy Orzeł i autobusowy. W mieście działa sieć autobusowa, trolejbusowa i tramwajowa.

## Administracja
Administracyjnie Orzeł stanowi miasto wydzielone na terenie obwodu orłowskiego i nie wchodzi w skład żadnego rejonu, aczkolwiek jest ośrodkiem administracyjnym znajdującego się wokół miasta rejonu orłowskiego.

## Jednostki wojskowe
W mieście stacjonują dwie jednostki wojskowe:
- 499 Szkolny Pułk Łączności Wojsk Wewnętrznych, jednostka wojskowa nr 7527, Orzeł, piereułok Solanyj 1;
- 336 Pułk Radiotechniczny, jednostka wojskowa nr в/ч 03013, Orzeł, ulica Komsomolska 28[8].

## Urodzeni w Orle
- Iwan Turgieniew – pisarz
- Michaił Bachtin – literaturoznawca
- Paweł Piasecki – lekarz, rysownik, podróżnik, botanik
- Władimir Rusanow – geolog (badacz Arktyki)
- Flawian (Gorodiecki) – metropolita Rosyjskiego Kościoła Prawosławnego
- Aleksander Szymon Karczewski – porucznik piechoty Wojska Polskiego, kawaler Legii Honorowej i Krzyża Walecznych, ofiara zbrodni katyńskiej
- Dienis Bojcow – bokser
- Filipp Jegorow – bobsleista
- Dienis Mieńszow – kolarz szosowy

## Miasta partnerskie
Źródło: 
- Offenbach am Main (Niemcy)
- Razgrad (Bułgaria)
- Żodzino (Białoruś)[10]
- Nowy Sad (Serbia)
- Maribor (Słowenia)
- Kaługa (Rosja)
- Kołpino (Rosja)
- rejon kołpiński (Rosja)
- Nowosybirsk (Rosja)
- rejon wołokołamski (Rosja)
- Penza (Rosja)